# Флаг Галиции и Лодомерии
Флаг Галиции и Лодомерии (укр. Прапор Галичини та Володимирії, пол. Flaga Galicji i Lodomerii) — флаг, введенный в начале XIX века австрийскими властями для Королевства Галиции и Лодомерии. Он оставался в употреблении до распада Австро-Венгрии в ноябре 1918 года.

## История
| Изображение | Информация |
| ----------- | --- |
|             | Знамя Лодомерии на коронации Фердинанда II в 1618 году. |
|             | С 1809 по 1849 год Королевство использовало сине-красный горизонтальный биколор. |
|             | Альтернативные цвета флага 1800 года. |
|             | В 1849 году, после отделения Буковины, за которой остался существующий флаг провинции, и до 1890 года королевство использовало сине-красно-желтый горизонтальный триколор. |
|             | Альтернативные цвета флага 1849 года. |
|             | В 1849 появился также и альтернативный флаг — красно-синий горизонтальный биколор. Он являлся перевёрнутой версией прежнего флага. Этот флаг активно использовался вплоть до 1918 года, но никогда не был официальным. Флаг использовался в основном Украинцами в восточной Галиции. |
|             | Альтернативные цвета биколора 1849 года. |
|             | В 1890 году королевство Галиция и Лодомерия официально получила новый флаг, на этот раз состоящий из двух горизонтальных полос: красного и белого. Также флаг использовался как флаг национальный флаг этнических поляков Галиции и Лодомерии.                                       |
|             | Вариант флага 1890 года с гербом и альтернативной цветовой палитрой. |
|             | Национальный флаг украинцев Галиции и Лодомерии 1848 года. |
|             | Вариант национального флага украинцев Галиции и Лодомерии, используемый с 1848 года. |
|             | Вариант национального флага украинцев Галиции и Лодомерии, используемый с 1848 года. |

## Использование

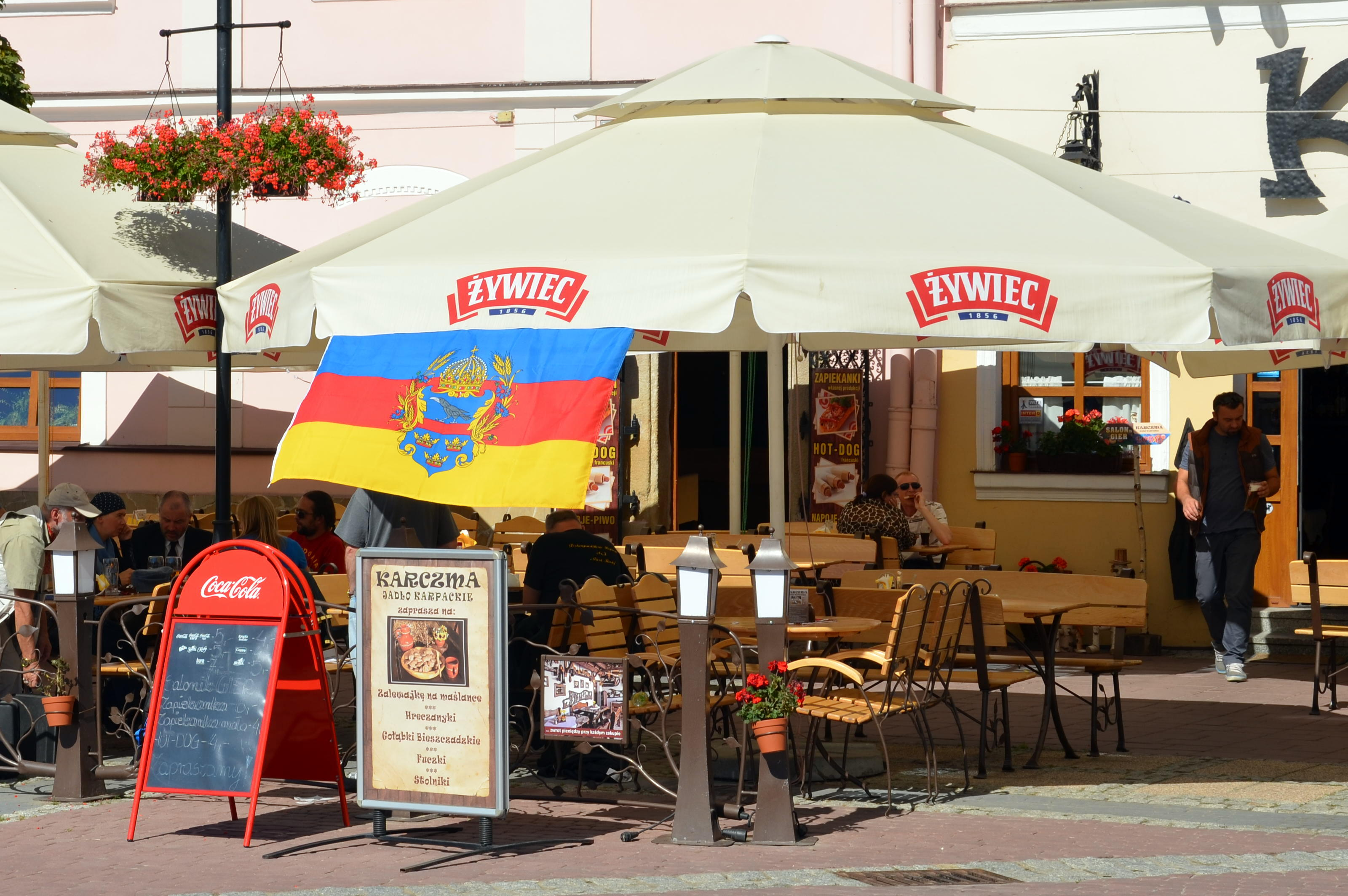
Флаг Галиции и Лодомерии (версия 1849—1890 годов с гербом) в городе Санок.
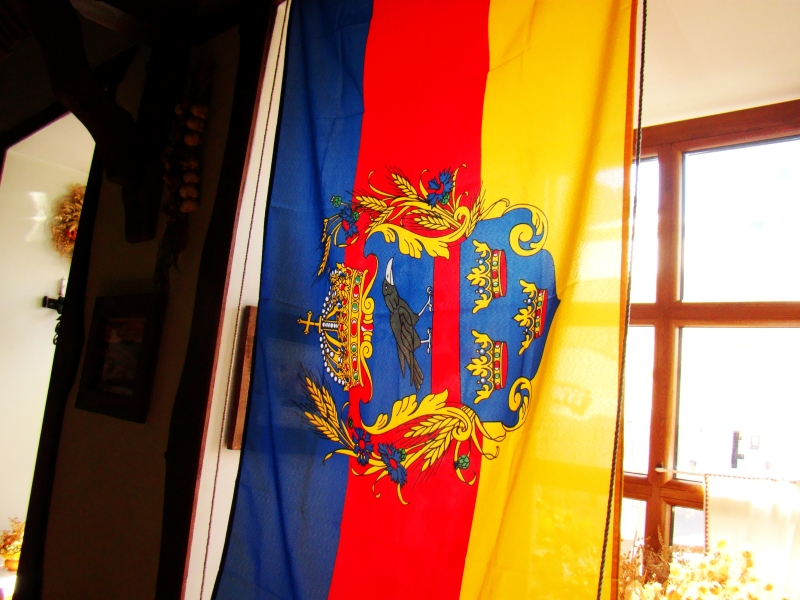
Флаг Галиции и Лодомерии (версия 1849—1890 годов с гербом) в городе Санок.
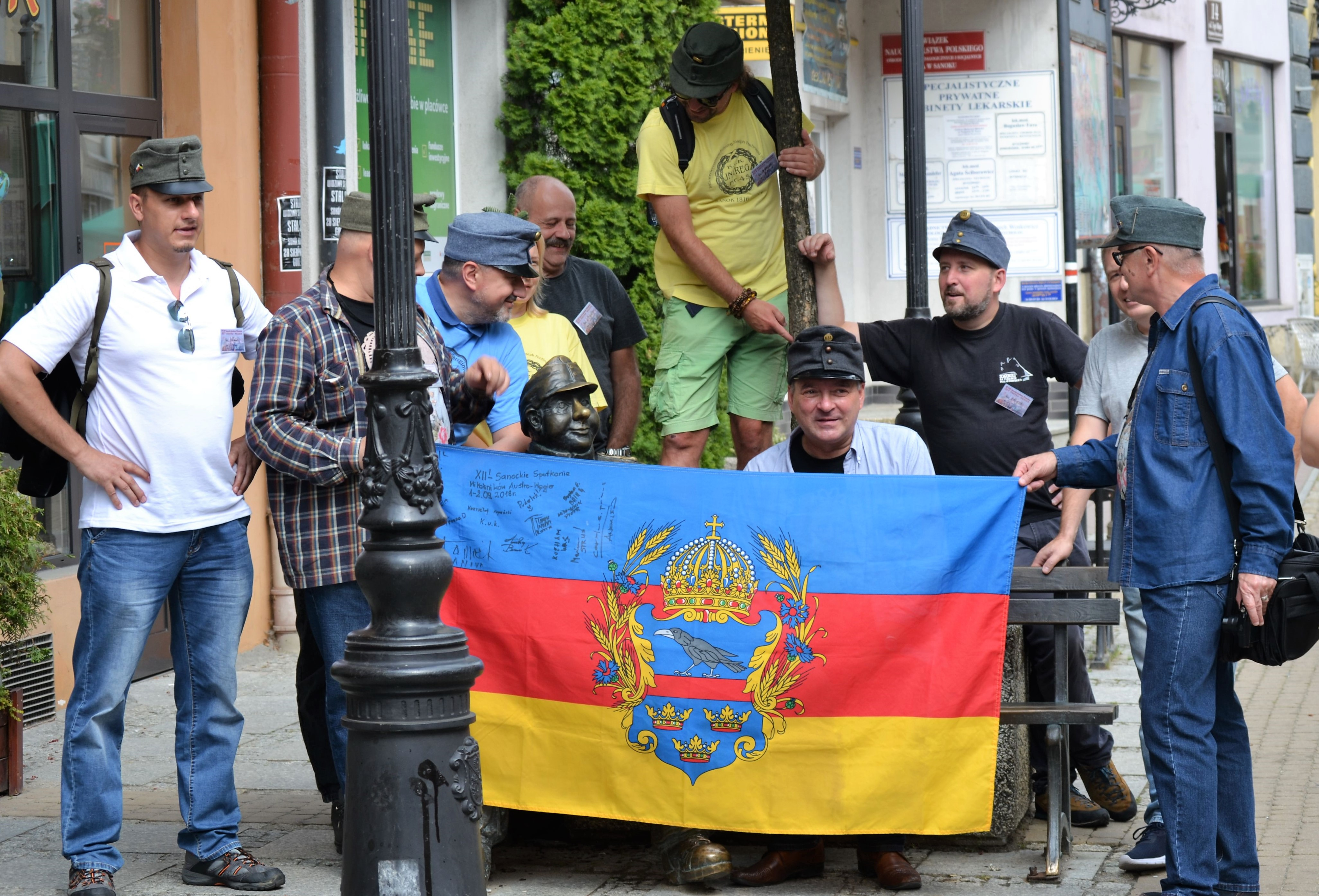
Флаг Галиции и Лодомерии (версия 1849—1890 годов с гербом) в городе Санок.
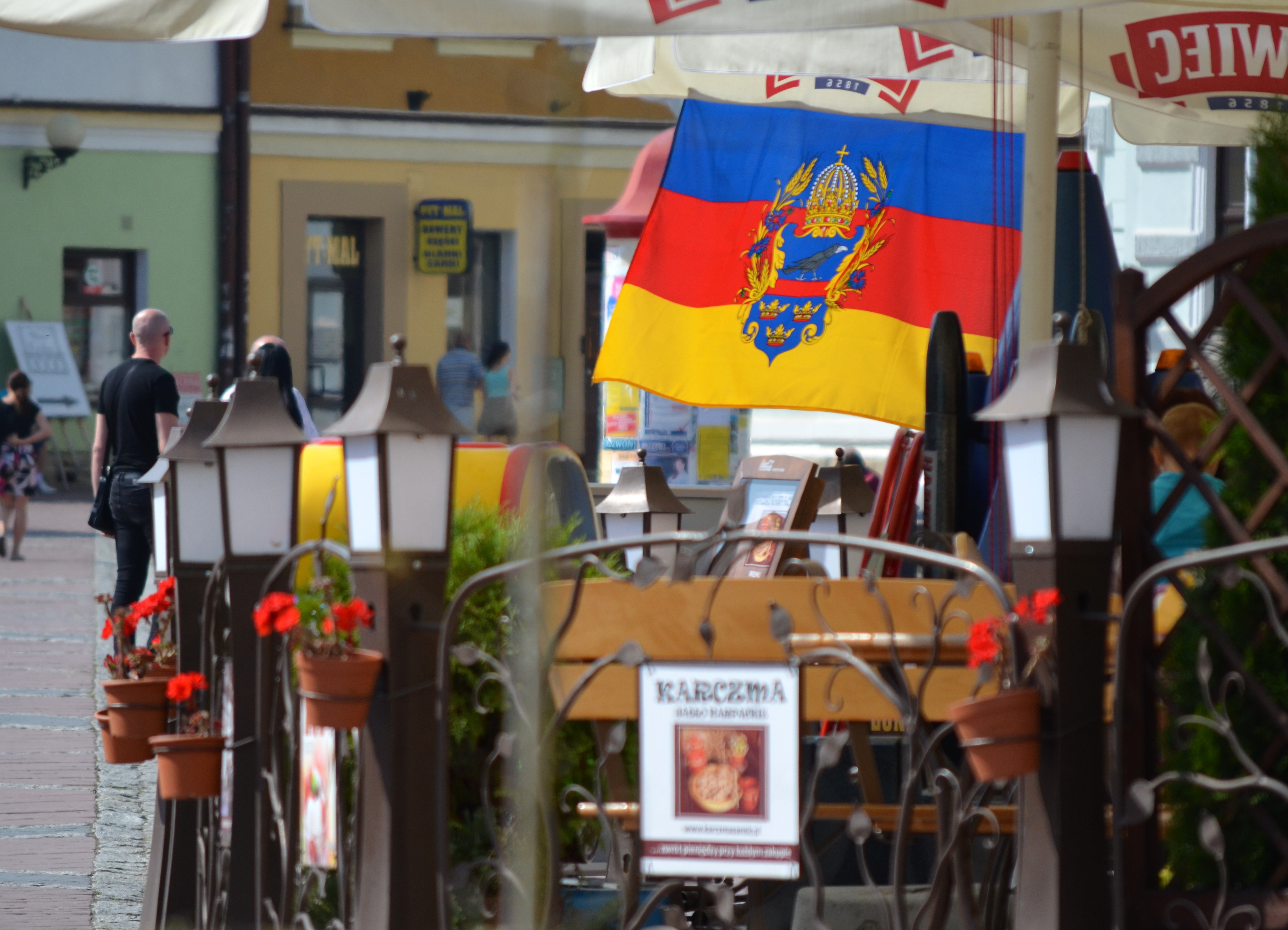
Флаг Галиции и Лодомерии (версия 1849—1890 годов с гербом) в городе Санок.
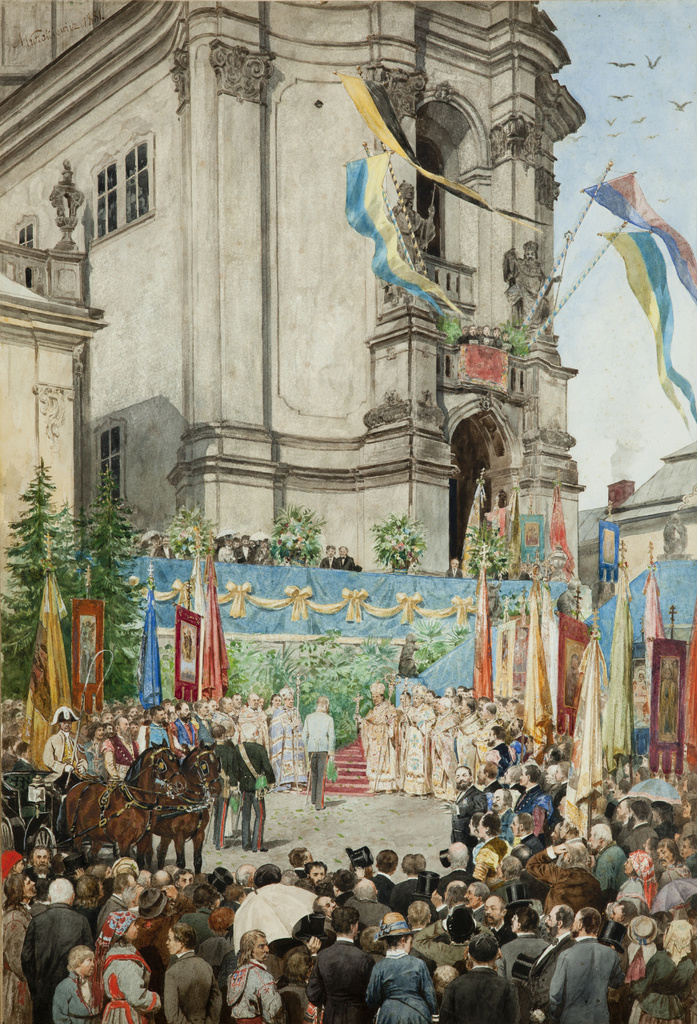
Картина «Приветствие императора перед собором Святого Юра во Львове», где можно заметить биколор королевства.